# 할로우 잰
할로우 잰 (Hollow Jan)은 대한민국의 포스트 록, 포스트 하드코어 밴드이다. 2003년 결성 이래로 두개의 정규 음반 Rough Draft in Progress (2006), Day Off (2014)를 발매했으며, 그 중 Rough Draft in Progress는 2008년 한국대중음악상에서 최우수 록 음반 부문을 수상했다. 2023년 9년만의 EP 다떠위다를 발표했다.

## 음반 목록

### 정규 음반
- Rough Draft in Progress (2006)
- Day Off (2014)

### EP
- Hyacinthus Orientalis of Purple (2005)
- 다떠위다 (2023)